# La Vid de Bureba
La Vid de Bureba est une commune d'Espagne dans la communauté autonome de Castille-et-León, province de Burgos. Elle s'étend sur 9,743 km2 et comptait environ 28 habitants en 2011.